# NGC 4889

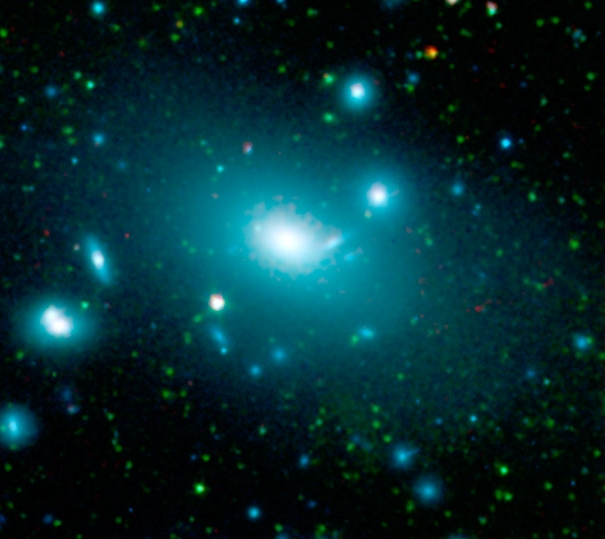
NGC 4889

NGC 4889, Caldwell 35 sau Coma B este o galaxie eliptică supergigantică de clasa 4  din constelația Părul Berenicei și se află la o distanță de aproximativ 308 milioane de ani-lumină (94 parseci) de Pământ. A fost descoperită de astronomul britanic Frederick William Herschel I în 1785.